# Nessia sarasinorum
Nessia sarasinorum (нессія Мюллера) — вид сцинкоподібних ящірок родини сцинкових (Scincidae). Ендемік Шрі-Ланки.

## Опис
Нессії Мюллера мають струнке, циліндричної форми тіло та коротку, загострену голову. Лобно-носовий відділ коротший і ширший за лобний. Нижня повіка луската. Передні кінцівки відсутні, задні рудиментарні. Посередні тіла 22 ряди лусок. Верхня частина тіла має світло-коричневе або сизувате забарвлення, окремі луски на спині поцятковані темними плямками, нижня частина тіла світліша.

## Поширення і екологія
Нессії Мюллера мешкають в посушливих районах Шрі-Ланки на схід від Центрального нагір'я. Вони живуть в сухих тропічних лісах і рідколіссях, трапляються в садах, на висоті від 100 до 500 м над рівнем моря. Зустрічаються в пухкому ґрунті на глибині 20-30 см під шаром опалого листя. 

## Збереження
МСОП класифікує цей вид як вразливий. Nessia sarasinorum загрожує знищення природного середовища.